# العلاقات الشمال مقدونية الليبية
العلاقات الشمال مقدونية الليبية هي العلاقات الثنائية التي تجمع بين شمال مقدونيا وليبيا.

## مقارنة بين البلدين
هذه مقارنة عامة ومرجعية للدولتين:
| وجه المقارنة                                              | شمال مقدونيا                                               | ليبيا                                       |
| --------------------------------------------------------- | ---------------------------------------------------------- | ------------------------------------------- |
| المساحة (كم2)                                             | 25.71 ألف                                                  | 1.76 مليون                                  |
| عدد السكان (نسمة)                                         | 2.08 مليون                                                 | 6.37 مليون                                  |
| الكثافة السكانية (ن./كم²)                                 | 80.9                                                       | 3.62                                        |
| العاصمة                                                   | إسكوبية                                                    | طرابلس                                      |
| اللغة الرسمية                                             | اللغة المقدونية، اللغة الألبانية                           | اللغة العربية، اللغة العربية الفصحى الحديثة |
| العملة                                                    | دينار مقدوني                                               | دينار ليبي                                  |
| الناتج المحلي الإجمالي (بليون دولار)                      | 11.34 مليار                                                | 50.98 مليار                                 |
| الناتج المحلي الإجمالي (تعادل القوة الشرائية) بليون دولار | 29.26 مليار                                                | 69.32 مليار                                 |
| الناتج المحلي الإجمالي الاسمي للفرد دولار أمريكي          | 4.85 ألف                                                   |                                             |
| الناتج المحلي الإجمالي للفرد دولار أمريكي                 | 16.25 ألف                                                  | 15.60 ألف                                   |
| مؤشر التنمية البشرية                                      | 0.747                                                      | 0.724                                       |
| رمز المكالمات الدولي                                      | +389                                                       | +218                                        |
| رمز الإنترنت                                              | .mk                                                        | .ly                                         |
| المنطقة الزمنية                                           | توقيت وسط أوروبا، ت ع م+01:00، ت ع م+02:00، أوروبا/سكوبيه ‏ | ت ع م+02:00، توقيت شرق أوروبا               |

## منظمات دولية مشتركة
يشترك البلدان في عضوية مجموعة من المنظمات الدولية، منها:
| علم المنظمة | اسم المنظمة                        | تاريخ انضمام شمال مقدونيا | تاريخ انضمام ليبيا |
| ----------- | ---------------------------------- | ------------------------- | ------------------ |
|             | مؤسسة التنمية الدولية              | 25 فبراير 1993            | 1 أغسطس 1961       |
|             | يونسكو                             | 28 يونيو 1993             | 27 يونيو 1953      |
|             | وكالة ضمان الاستثمار متعدد الأطراف | 19 مارس 1993              | 5 أبريل 1993       |
|             | الأمم المتحدة                      | 8 أبريل 1993              | 14 ديسمبر 1955     |
|             | الاتحاد البريدي العالمي            | ?                         | ?                  |
|             | البنك الدولي للإنشاء والتعمير      | 25 فبراير 1993            | 17 سبتمبر 1958     |
|             | الاتحاد الدولي للاتصالات           | 4 مايو 1993               | 3 فبراير 1953      |
|             | منظمة حظر الأسلحة الكيميائية       | ?                         | ?                  |
|             | مؤسسة التمويل الدولية              | 25 فبراير 1993            | 18 سبتمبر 1958     |
|             | منظمة الشرطة الجنائية الدولية      | ?                         | ?                  |

## وصلات خارجية
- موقع وزارة الخارجية الليبية